# Institut français du Ghana
Pour les articles homonymes, voir IFG.
L’Institut français du Ghana fait partie du réseau mondial des instituts français. Son bureau unique est basé à Accra, la capitale du pays. Ses locaux sont abrités par l'ambassade de France au Ghana.

## Historique
L'Institut français du Ghana en tant qu'organisme a été constitué le 3 novembre 2011, sous l'autorité du président exécutif de l'Institut français de l'époque, Xavier Darcos, dans le cadre d’une réforme mondiale du réseau culturel et de coopération du ministère français des Affaires étrangères initiée par la loi du 27 juillet 2010, en remplacement des activités culturelles françaises qui, dans le pays, étaient jusque-là réunies au sein de l'association Culturesfrance.
Cette réorganisation a apporté une meilleure unité et une plus grande simplicité de gestion. Les services de coopération universitaire, éducative, linguistique et culturelle de l’Ambassade de France ont ainsi fusionné pour devenir l’Institut français du Gabon. Ils entretiennent des liens étroits avec le Consulat général, le bureau de l'Alliance française ainsi qu'avec les autorités administratives et universitaires du pays.

## Rôle
L'Institut propose diverses activités culturelles, en plus des cours et classes de français. 
Au Ghana, pays anglophone entouré de pays francophones, l'apprentissage du français et la certification des apprenants occupent une place prépondérante parmi les activités de l'Institut.
Il collabore avec le Service de Coopération et d’Action Culturelle (SCAC) de l’ambassade de France au Ghana dans la mise en œuvre des actions et des programmes de coopération bilatérale entre la France et le Ghana dans ses deux missions: « Accompagner la modernisation de la société ghanéenne et renforcer la francophonie ».
Ainsi, l'Institut agit particulièrement dans les secteurs de l’enseignement supérieur, de la recherche et des échanges scientifiques (entre la France, les pays francophones et le Ghana), du débat d’idées et de la promotion des savoirs, de l’enseignement, des industries culturelles et des échanges artistiques.